# Smolevo
Smolevo (în bulgară Смолево) este un sat în Obștina Iakoruda, Regiunea Blagoevgrad, Bulgaria.

## Demografie
Componența etnică a satului Smolevo
     Turci (85,5%)
     Bulgari (1,99%)
     Nicio identificare (11,59%)
     Altele (0,9%)
La recensământul din 2011, populația satului Smolevo era de 552 locuitori. Din punct de vedere etnic, majoritatea locuitorilor (85,5%) erau turci, cu o minoritate de bulgari (1,99%). Pentru 11,59% din locuitori nu este cunoscută apartenența etnică.